# Michael Ameyaw
Michael Ameyaw (ur. 16 września 2000 w Łodzi) – polski piłkarz pochodzenia ghańskiego, występujący na pozycji pomocnika w polskim klubie Raków Częstochowa oraz w reprezentacji Polski.

## Kariera

### Kariera juniorska
Ameyaw przez niemal całą karierę juniorską związany był z Polonią Warszawa, z przerwą na sezon 2013/2014, kiedy to reprezentował barwy stołecznego klubu SEMP Ursynów. W drużynie „Czarnych Koszul” doszedł do półfinału mistrzostw Polski juniorów młodszych, a także występował w Centralnej Lidze Juniorów, w której strzelił dziewięć bramek. Odbył testy piłkarskie w holenderskim klubie Feyenoord.

### Widzew Łódź
Pomocnik rozpoczął karierę seniorską w Widzewie Łódź, z którym 30 czerwca 2018 podpisał trzyletni kontrakt. Zadebiutował w pierwszej kolejce, wchodząc w 90. minucie meczu II ligi z Olimpią Elbląg (1:0). W wyjściowym składzie po raz pierwszy pojawił się w spotkaniu ze Skrą Częstochowa (2:0). Częściej występował w rundzie wiosennej – w spotkaniu z Elaną Toruń (0:0) został uznany przez dziennikarzy najlepszym piłkarzem meczu.

#### Wypożyczenie do Bytovii Bytów
W rundzie wiosennej sezonu 2019/2020 był wypożyczony do Bytovii Bytów, z którą wystąpił w półfinale baraży o udział w I lidze. 

### Piast Gliwice
W 2021 przeszedł na zasadzie wolnego transferu do Piasta Gliwice. W Ekstraklasie zadebiutował 25 lipca 2021 roku w przegranym 2:3 spotkaniu z Rakowem Częstochowa. 27 września 2021 w meczu z Cracovią (2:4) zdobył swoją pierwszą bramkę w Ekstraklasie.

### Raków Częstochowa
6 września 2024 został dokonany transfer Ameyawa do Rakowa Częstochowa na okres pięciu lat, co zostało ogłoszone tego samego dnia. Jego wykup kosztował około miliona euro. Zawodnik zadebiutował w drużynie 15 września 2024 roku, w zremisowanym 1:1 meczu z Cracovią.

## Kariera reprezentacyjna
We wrześniu 2024 roku ogłoszono, że został powołany na październikowe zgrupowanie reprezentacji Polski. W reprezentacji Polski zadebiutował 12 października 2024 roku w przegranym 1:3 meczu z Portugalią.

## Statystyki ligowe
| Sezon         | Klub              | Liga        | Mecze | Gole |
| ------------- | ----------------- | ----------- | ----- | ---- |
| 2018/2019     | Widzew Łódź       | II liga     | 18    | 0    |
| 2019/2020 (j) | Widzew Łódź       | II liga     | 16    | 0    |
| 2019/2020 (w) | Bytovia Bytów     | II liga     | 13    | 2    |
| 2020/2021     | Widzew Łódź       | I liga      | 27    | 2    |
| 2021/2022     | Piast Gliwice     | Ekstraklasa | 18    | 1    |
| 2022/2023     | Piast Gliwice     | Ekstraklasa | 27    | 4    |
| 2023/2024     | Piast Gliwice     | Ekstraklasa | 32    | 6    |
| 2024/2025     | Piast Gliwice     | Ekstraklasa | 7     | 3    |
| 2024/2025     | Raków Częstochowa | Ekstraklasa | 3     | 0    |

Aktualne na: 30 września 2024. Uwzględniono wyłącznie rozgrywki ligowe.

### Reprezentacyjne
(aktualne na dzień 15 października 2024)
| Reprezentacja | Rok     | Mecze | Bramki |
| ------------- | ------- | ----- | ------ |
| Polska        | 2024    | 2     | 0      |
| Ogólnie       | Ogólnie | 2     | 0      |

| Mecze i gole w reprezentacji | Mecze i gole w reprezentacji | Mecze i gole w reprezentacji | Mecze i gole w reprezentacji | Mecze i gole w reprezentacji | Mecze i gole w reprezentacji | Mecze i gole w reprezentacji |
| Lp.                          | Data                         | Miejsce                      | Przeciwnik                   | Gol                          | Wynik                        | Rozgrywki                    |
| ---------------------------- | ---------------------------- | ---------------------------- | ---------------------------- | ---------------------------- | ---------------------------- | ---------------------------- |
| 1.                           | 12.10.2024                   | Warszawa, Polska             | Portugalia                   |                              | 1:3                          | LN 2024/2025                 |
| 2.                           | 15.10.2024                   | Warszawa, Polska             | Chorwacja                    |                              | 3:3                          | LN 2024/2025                 |

## Życie prywatne
Urodził się i wychował w Polsce. Jego matka jest Polką, a ojciec pochodzi z Ghany – był piłkarzem Wisły Płock, później został nauczycielem.